# Ochodaeus barbei
Ochodaeus barbei är en skalbaggsart som beskrevs av Rudolph Petrovitz 1972. Ochodaeus barbei ingår i släktet Ochodaeus och familjen Ochodaeidae. Inga underarter finns listade i Catalogue of Life.